# CYP17A1
CYP17A1 también conocido como citocromo P450 17A1, esteroide 17-alfa-monooxigenasa, o 17α-hidroxilasa/17,20 liasa/17,20 desmolasa es una enzima del citocromo P450 que actúa sobre la pregnenolona y progesterona para añadir un grupo hidroxilo (-OH) en el carbono 17 del anillo D (actividad hidroxilasa), o actúa sobre la 17-hidroxiprogesterona y 17-hidroxipregnenolona para dividir la cadena lateral del núcleo esteroideo (actividad liasa)

La 17α-hidroxilasa convierte la pregnenolona y progesterona en sus formas 17-hidroxi-, y convierte la 17-hidroxipregnenolona y 17-hidroxiprogesterona en DHEA y androstenediona, respectivamente. Corresponde a las flechas hacia abajo en este esquema de reacciones.

Este gen codifica un miembro de la superfamilia de enzimas citocromo P450. Las proteínas del citocromo P450 son monooxigenasas que catalizan muchas reacciones involucradas en el metabolismo de drogas y síntesis del colesterol, esteroides, y otros lipidos. Esta proteína se localiza en el retículo endoplásmico. Tiene actividades tanto 17alfa-hidroxilasa como 17,20 liasa, y es una enzima clave en la ruta esteroidogénica que produce progestinas, mineralocorticoides, glucocorticoides, andrógenos, y estrógenos. Las mutaciones en este gen están asociadas con deficiencia de 17 alfa-hidroxilasa, deficiencia de 17 alfa-hidroxilasa/17,20 liasa, seudohermafroditismo, e hiperplasia suprarrenal congénita.

## Esteroidogénesis

Esteroidogénesis, mostrando, a la izquierda, ambas reacciones de la 17-alfa hidroxilasa, y ambas acciones de la 17,20 liasa.

## Imágenes

Pregnenolona
17-Hidroxipregnenolona
Progesterona
17-Hidroxiprogesterona
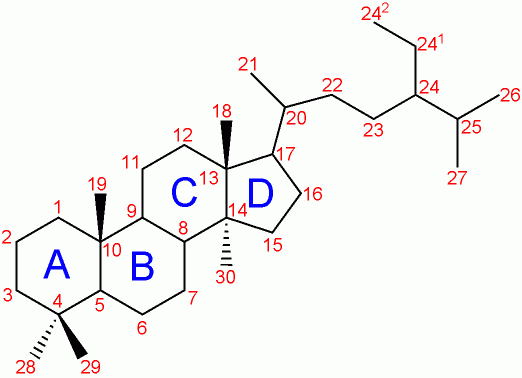
Numeración de esteroides